# Fontaine de Mars
La fontaine de Mars, également appelée fontaine du Gros-Caillou, est une fontaine du 7e arrondissement de Paris, en France.

## Historique
La fontaine de Mars est édifiée de 1806 à 1808 sur les plans de l'ingénieur François-Jean Bralle. Ses bas-reliefs sculptés sont de Pierre-Nicolas Beauvallet, un élève d'Augustin Pajou. Elle est d'abord appelée Fontaine du Gros Caillou. À l'origine, l'eau provenait de la pompe à feu du Gros-Caillou.
En 1859 est construite la place à arcades qui l'entoure.
Au pied de la fontaine, un repère de crue signale le niveau atteint par les eaux de la Seine lors de sa crue de 1910 ; le lit du fleuve est situé à 570 m de là.
La fontaine est inscrite au titre des monuments historiques en 1926.

## Description

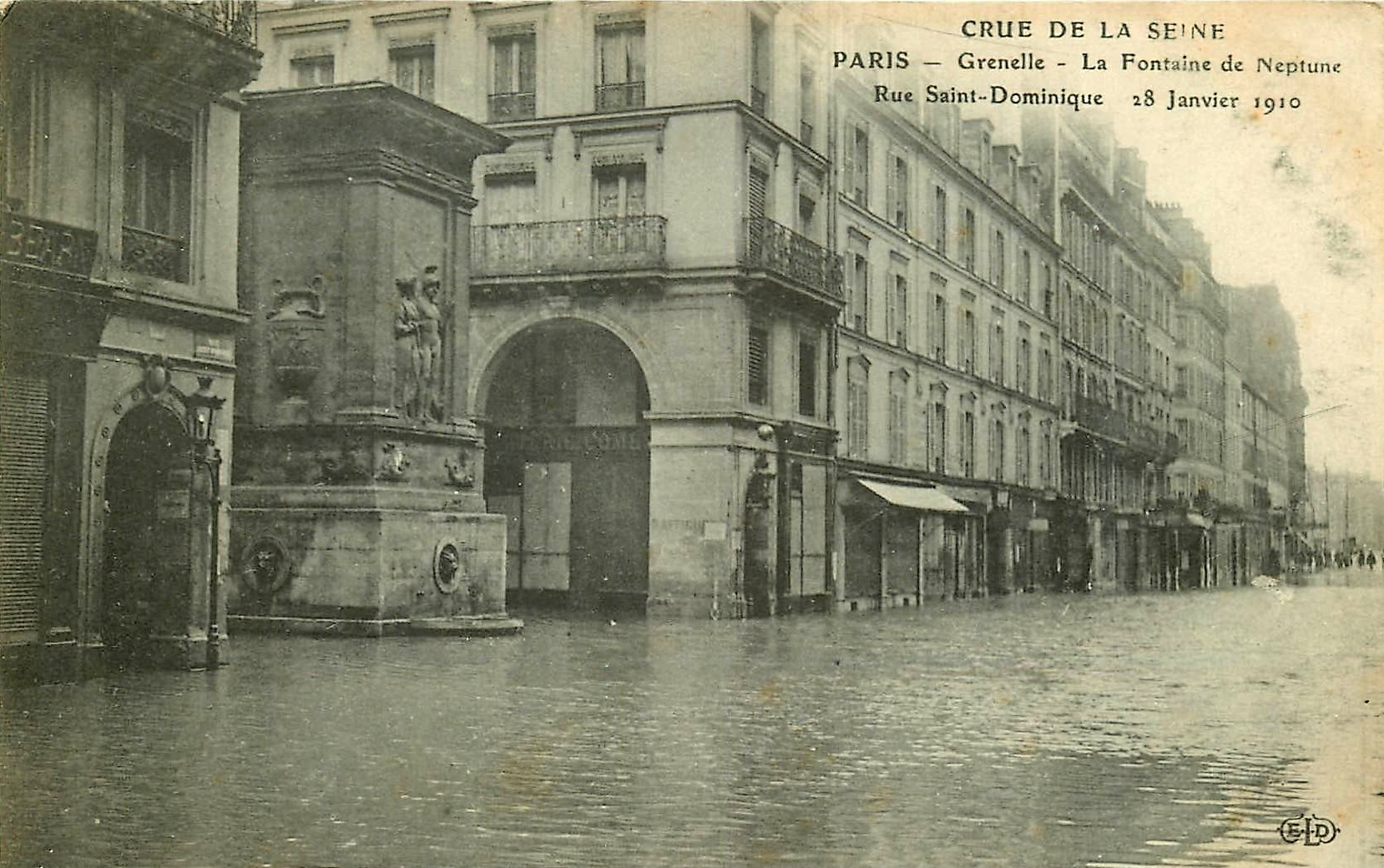
La fontaine (ici improprement appelée fontaine de Neptune) lors de la crue de la Seine de 1910 sur une carte postale.

La fontaine occupe le centre d'une placette, entre les 129 et 131, rue Saint-Dominique, dans le 7e arrondissement de Paris, en face du 112. La rue de l'Exposition débouche sur cette petite place, au sud.
La fontaine de Mars est un édifice de style néo-classique. Elle prend la forme d'un important massif de base carrée d'environ 2 mètres de côté, encadré de colonnes engagées et moulurées, le tout couronné d'un toit en portique. Les panneaux des quatre faces sont sculptés de bas-relief, Mars, dieu de la guerre, aux côtés d'Hygie, déesse de la Santé — une illustration inhabituelle pour une fontaine, liée à son emplacement devant l'entrée de l'hôpital militaire du Gros-Caillou, fondé en 1759 et démoli en 1896 —, sur la face orientée vers la rue et des vases décoratifs sur les trois autres. Les pilastres dont d'ordre dorique.
Trois mascarons de bronze, les mêmes que ceux de la fontaine des Quatre-Saisons de la rue de Grenelle, crachent l'eau près du sol. Un seul est encore en activité.